# Catenación

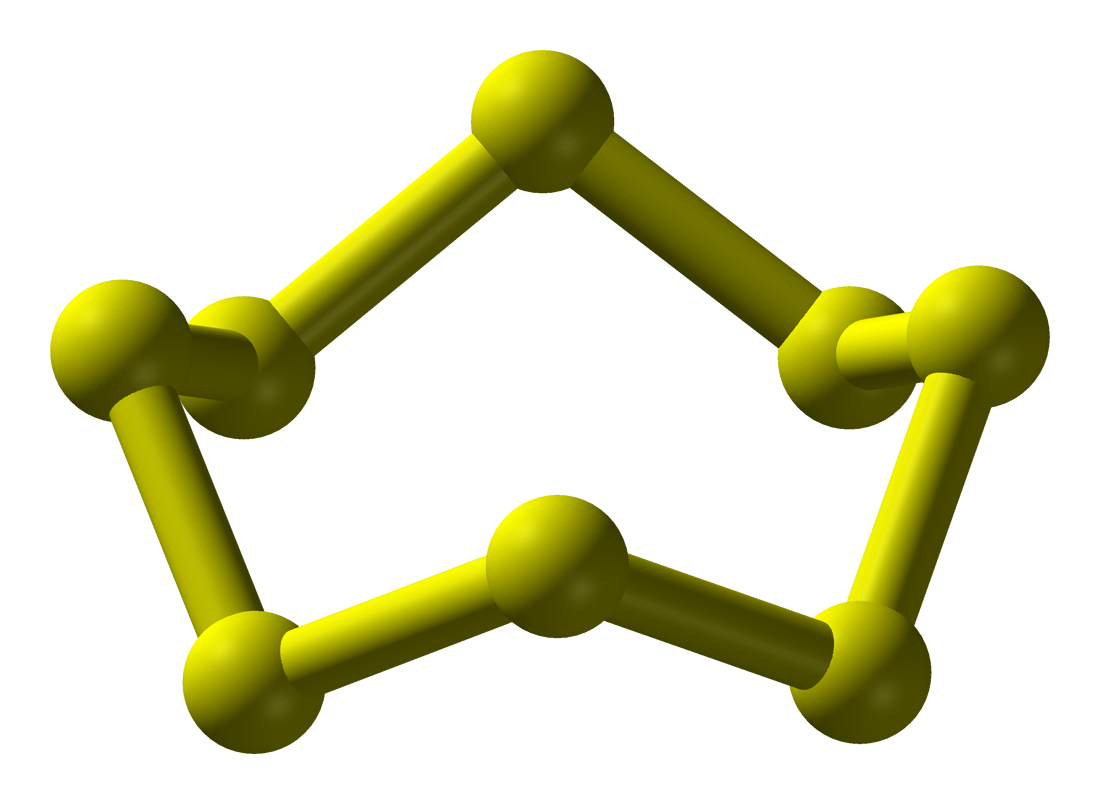
El ciclooctasulfuro es un compuesto químico cuya fórmula es S8
, lo que significa que está compuesto por ocho átomos de azufre dispuestos en forma de anillo. La estructura molecular del ciclooctasulfuro es cíclica y tiene la forma de un anillo de ocho átomos de azufre unidos mediante enlaces covalentes.
En un modelo tridimensional, se representaría visualmente como un anillo tridimensional con los átomos de azufre dispuestos de manera que forman una estructura circular. Cada átomo de azufre estaría conectado a los otros mediante enlaces covalentes, y el modelo tridimensional mostraría la disposición espacial de estos átomos en el anillo.
Este compuesto es conocido por sus propiedades químicas y su uso en diversas aplicaciones, incluyendo la síntesis de otros compuestos y materiales. La representación tridimensional ayuda a visualizar la disposición espacial de los átomos

En química, la catenación es la capacidad de un elemento químico para formar estructuras de cadena larga, vía una serie de enlaces covalentes. La catenación se da más fácilmente en el carbono, que forma enlaces covalentes con otros átomos de carbono (ver enlace carbono-carbono). La catenación es la razón para la presencia de un gran número de compuestos orgánicos en la naturaleza. El carbono es muy bien conocido por sus propiedades de catenación, con lo que la química orgánica es, esencialmente, el estudio de las estructuras de carbono catenado. Sin embargo, el carbono no es el único elemento capaz de formar tales cadenas, y algunos otros elementos del grupo principal son capaces de formar un gran rango de cadenas.
La habilidad de un elemento para catenarse está basada principalmente en la energía de enlace del elemento a sí mismo. Esta habilidad también está influenciada por factores electrónicos y estéricos, incluyendo la electronegatividad del elemento en cuestión, la hibridación o los orbitales moleculares, y la habilidad para formar diferentes tipos de enlaces covalentes. Para el carbono, el traslape σ entre átomos adyacentes es suficientemente fuerte tal que pueden formarse perfectamente cadenas estables. Con otros elementos, alguna vez se pensó que esto sería extremadamente difícil, a pesar de la gran evidencia a lo contrario.
Las interesantes propiedades del azufre elemental son debidas principalmente a la catenación. En el estado nativo, el azufre existe como moléculas S8. Al calentarse, estos anillos se abren y se unen dando origen a cadenas que se elongan, como queda evidenciado por el progresivo incremento en la viscosidad, al elongarse las cadenas. El selenio y el telurio también muestran variantes de estos motivos estructurales.
El silicio puede formar enlaces σ a otros átomos de silicio (el disilano es el padre de esta clase de compuestos). Pero con un par apropiado de sustituyentes orgánicos en lugar de hidrógeno en cada silicio, es posible preparar polisililenos (algunas veces llamados, erróneamente, polisilanos), que son análogos a los alcanos. Estos compuestos de cadena larga tienen propiedades electrónicas sorprendentes - por ejemplo, alta conductividad eléctrica, que surge de la deslocalización σ de los electrones en la cadena (Ref. R.D. Miller and J. Michl. Chem Rev 89 (1989), pp. 1359–1410.)
Se ha preparado cadenas de fósforo (con sustituyentes orgánicos), aunque tienden a ser bastante frágiles. Los anillos pequeños o conglomerados son más comunes.
Incluso es posible formar enlaces π silicio-silicio. Sin embargo, estos enlaces son menos estables que los análogos de carbono. El disilano es bastante reactivo comparado con el etano. Los disililenos son bastante raros, a diferencia de los alquenos. Algunos ejemplos de disilinos, que por mucho se pensaron que eran demasiado inestables para ser aislados fueron reportados en el 2004.
En años recientes, se ha reportado una diversidad de enlaces dobles y triples entre elementos semimetálicos, incluyendo silicio, germanio, arsénico, bismuto, y otros. La habilidad de ciertos grupos de elementos para catenarse es actualmente objeto de investigación en polímeros inorgánicos.